# 丁薛祥
丁 薛祥（ていせつしょう、1962年9月13日 - ）は、中国の政治家。第20期中国共産党中央政治局常務委員会委員。2023年3月に第14期国務院常務副総理（筆頭副首相）に就任。
第19期党中央政治局委員、党中央書記処書記、党中央弁公庁主任、党総書記弁公室主任などを歴任。
習近平総書記の最側近の一人であり習体制の実力者であるとされる。

## 人物・経歴
江蘇省南通生まれ。
1978年から81年まで東北重型機械学院（現燕山大学）で鍛造工程を専攻したのち、中華人民共和国機械工業部に付属する上海材料研究所で固体化学研究者として働き、1996年から1999年まで所長を務めた。1999年から上海市政府でテクノクラートとして様々な要職を歴任し、2007年5月に上海市党委員会秘書長となり、2007年3月に上海党委員会書記となった習近平を秘書長として支えた。
2013年に党中央弁公庁に入庁し、副主任として習近平党総書記弁公室主任（最高指導者の首席秘書官）も兼務。2017年に同庁の主任に就任のほか、中国共産党第十九回全国代表大会で中央政治局委員と中央書記処書記に大抜擢されて注目された。中国共産党第二十回全国代表大会で中国共産党中央政治局常務委員会委員に選ばれる。2023年3月12日には全国人民代表大会で国務院副総理（筆頭副首相）に選出された。
2023年から、中央科学技術委員会主任を兼務。